# Tineo (Gerichtsbezirk)
Der Gerichtsbezirk Tineo ist einer der 18 Gerichtsbezirke in der autonomen Gemeinschaft Asturien.
Der Bezirk umfasst 2 Gemeinden auf einer Fläche von 883,07 km² mit dem Hauptquartier in Tineo.

## Gemeinden
| Gemeinde             | Einwohner (2024) | Fläche km² | Dichte Einw./km² | Cod INE | Postleitzahl       |
| -------------------- | ---------------- | ---------- | ---------------- | ------- | ------------------ |
| Allande              | 1.530            | 342,24     | 4                | 33001   | 33815, 33885–33890 |
| Tineo                | 8.769            | 540,83     | 16               | 33073   | 33870              |
| Gerichtsbezirk Tineo | 10.299           | 883,07     | 12               | –       | –                  |